# 山田公政
山田公政（やまだ きみまさ、1956年2月12日 - ）は日本の実業家、生化学者。

## 人物・経歴
福岡県に生まれる。1974年福岡県立修猷館高等学校を経て、九州大学農学部を卒業。1981年九州大学大学院農学研究科修士課程を修了。専攻は酵素学、生化学。
1981年4月旭化成工業（現・旭化成）に入社。1998年8月旭化成アメリカ代表取締役上級副社長に就任。旭化成アメリカでは、北米での生物学的製剤のIND申請と臨床試験を実施した。
2005年3月ギンコバイオメディカル研究所代表取締役社長に就任。2007年6月同社がSBIバイオテックとなると、取締役副社長となる。
2009年4月医学生物学研究所に入社。体外診断薬ビジネスに力を注ぎ、経営企画室長兼抗体研究所代表取締役となり、2010年7月執行役員経営企画室長、2010年8月執行役員経営企画本部長、2011年6月取締役経営企画本部長、2011年12月MBL International Corporation社長、2012年9月同社長&CEO兼BION Enterprises Ltd.社長&CEO、2013年4月取締役グローバル戦略本部長を経て、2015年6月医学生物学研究所代表取締役社長に就任。2023年6月退任。